# Леонарду, Сотирия
Сотирия Леонарду (греч.  Σωτηρία Λεονάρδου, 28 июня 1951, Афины — 9 ноября 2019 года, Афины) — греческая певица и актриса

.

## Биография
Сотириа Леонарду родилась в Афинах. Получила разностороннее образование – училась музыке, театру, танцу, боевым искусствам. 
Была участницей семинаров польского режиссёра Ежи Гротовского в Понтедера на юге Италии, училась на семинарах театра Катхакали на юге Индии и «африканской ритуальной магии в театре» в Южной Африке, где она прожила 4 года. В качестве певицы Леонарду приняла участие во многих концертах оркестра известного греческого композитора Микиса Теодоракиса и в нелегальных записях (своего рода музыкальный самиздат) композитора Николаса Асимоса (Нелегальная касета Νο.000008 и Фонарь Диогена).
Но наибольшую известность Леонарду принёс кинофильм Рембетико (1983)  Костаса Ферриса, в котором она приняла участие в качестве актрисы (Приз за лучшую Первую женскую роль на Салоникском кинофестивале 1984 года) и певицы, а также участвовала в написании сценария (Первый государственный приз за сценарий).
“Рембетико” ознаменовал начало её кинематографической карьеры, после чего Леонарду снялась в фильмах “Oh Babylon” (1984), «Двор Мормоны» (1984,короткометражный фильм режиссёра Костаса Мазакиса), «Отблески страсти» (1985, режиссёр Спирос Василиу), «Безумства Данилы» (1986, режиссёр Ставрос Торнес), «Акрополь» (1995,режиссёр Вулгарис, Пантелис, за участие в этом фильме на Салоникском кинофестивале 1996 года Леонарду была награждена премией за лучшую Вторую женскую роль), «Живот пчелы» (1999, режиссёр Василис Элефтериу), «Смерть вышла на прогулку» (2000, режиссёр Александрос Колатос), “The last porn movie” (2006, режиссёр Костас Заппас). 
Её театральная карьера последовала после успехов в кинематографе: Антигона (Софокл) (1988, древний театр города Элевсина), “Эпистрофия” (Επιστρόφεια – первый официальный обед данный молодожёнами и невестой после свадьбы) (1996, Театр времён), “Камертон Диснея” Филипа Ридли (1997, Τεχνοχώρος), Персы (Эсхил) (1997, Театр Ликавиттос), “Роберто Зукко” (Кольтес, Бернар-Мари) (1998,Театральная группа Иито́с), Орест (Еврипид) (2000, Театральная группа Иитос), “Жена Сократа” (монолог Димитриса Коллатоса (2003)
При этом её участие в телесериалах ограничено экранизацией романа Костаса Хадзиаргириса «Семья Зардиса» (1984) и «Страсть» (1985).
Одновременно Леонарду была автором сценария постановки An African Tale и учредительницей театральной сцены Cyber Scene.
По сути, и её дискография как певицы также ведёт свой отсчёт с фильма “Рембетико” – участие в записи диска с музыкой и песнями из Рембетико, 1983 (CBS 70245 2LP-CD, музыка Ставроса Ксархакоса, стихи Никоса Гацоса, участвовали также певцы Такис Бинис, Никос Димитратос, Теодорос Поликандриотис, Костас Цингос, Костас Мандзопулос, Никос Марангопулос).
В 1989 году Фонарь Диогена  Николаса Асимоса вышел диском (Minos 759 LP-CD), в котором Леонарду исполнила 3 песни. 
В 1994 году она приняла участие в записи диска О принцах Западного Берега (Harvest 80231 LP-CD ) группы Пикс Лакс. 
В 1995 году Леонарду приняла участие в записи диска Аман Аминь (Minos 80640/1 2LP-2CD), который являлся звуковой записью театрализованного музыкального представления С. Ксархакоса с народными песнями и песнями жанра рембетико. 
В том же году вышел первый личный диск Леонарду Нет у меня времени, глаза мои ( Harvest 836951 LP-CD, музыка Махерицас, Лаврентис, Манос Ксидус, Филиппос Плиацикас, Николас Асимос, Лакис Пападопулос, Яннис Захаропулос.
Последовало участие в записях дисков Акрополь (1996, музыка Музакиса), Волшебник города (1997, музыка М. Мацаса), Поезд наконец пришёл в Катерини (1998), MIS (1999, музыка М. Мацасa, стихи Исаака Сусиса).
В 2006 году вышел последний диск Леонарду Женщины (музыка М. Николудиса, стихи М Пападаки).
В последние годы своей жизни, Леонарду боролось против редкой болезни, которая приковала её к постели. 
Умерла в Афинах 9 ноября 2019 года.